# Vita di Castruccio Castracani da Lucca
A Vita di Castruccio Castracani da Lucca (em português: Vida de Castruccio Castracani) é uma obra curta de Nicolau Maquiavel. É feito na forma de um breve relato biográfico da vida do condotiero toscano medieval, Castruccio Castracani, que viveu e governou Lucca.

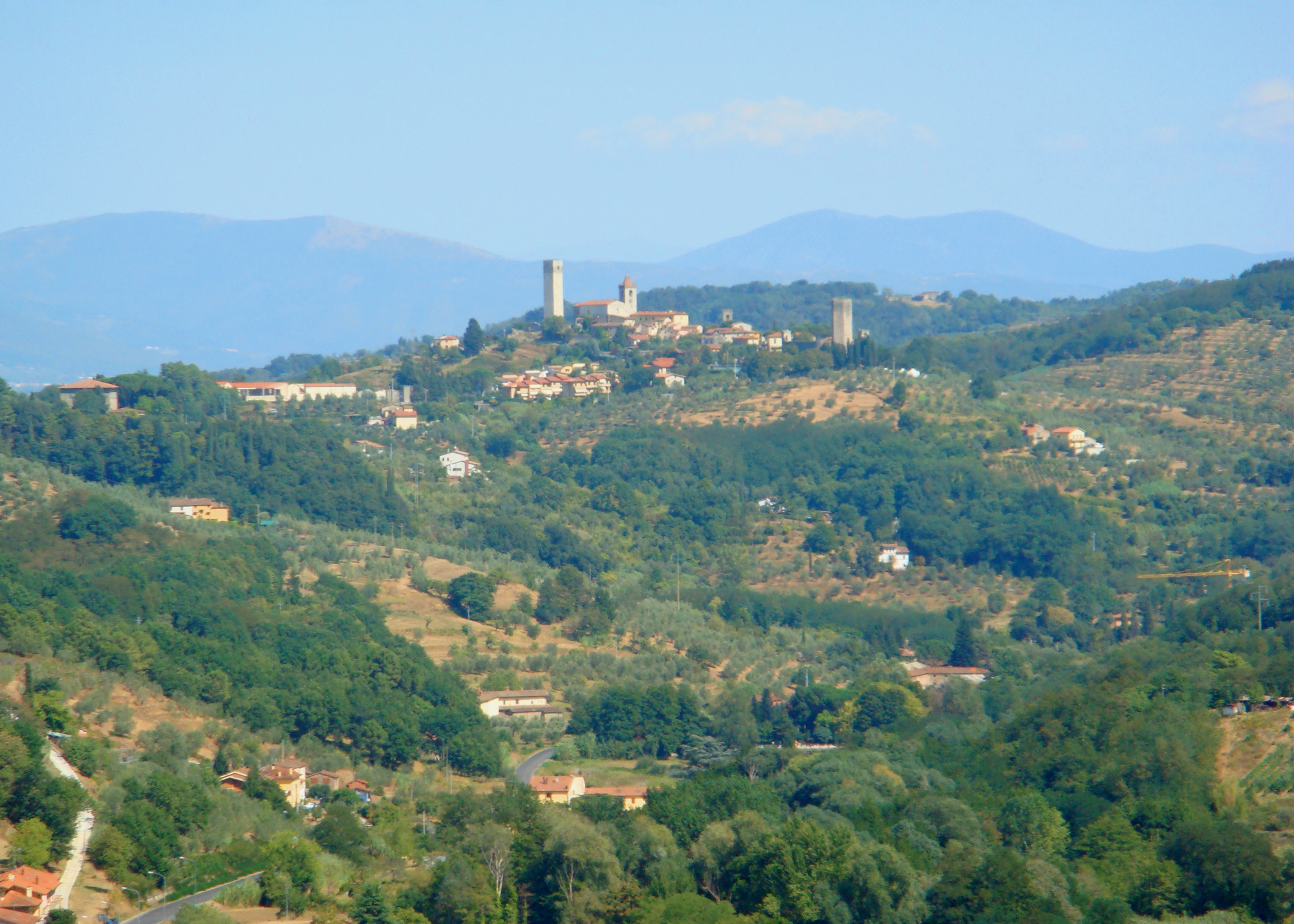
Uma vista de Serravalle Pistoiese, que fica em uma colina com alguns lados bastante íngremes. Maquiavel descreve um ataque das forças lucanas de Castracani no cume desta cidade, que pegou de surpresa as forças florentinas.

Acredita-se que o livro tenha sido escrito durante uma visita a Lucca em 1520. Foi dedicado a Zanobi Buondelmonti e Luigi Alamanni. O primeiro também foi um dos dois homens a quem os Discursos sobre Lívio foram dedicados. Ambos, juntamente com Maquiavel, são considerados membros do chamado grupo Orti Oricellari.
Apesar de estarem na forma de uma biografia, os ditos de Castracani são geralmente considerados fabricados por Maquiavel. É, portanto, às vezes comparado a seus trabalhos mais conhecidos, incluindo O Príncipe, os Discursos sobre Tito Lívio e a Arte da Guerra.
Uma seção distinta de ditos aparece no final da obra, após o fim da vida de Castracani. Leo Strauss, em 1958, analisou os vários discursos atribuídos a Castracani neste trabalho e descobriu que eles vieram principalmente de fontes romanas e gregas clássicas, incluindo mais significativamente vários que foram atribuídos a Demócrito por Diógenes Laércio .
Maquiavel trata Castracani como uma pessoa cujo objetivo era unir a Toscana, mas que falhou porque, como Maquiavel fez o moribundo Castracani dizer a seu herdeiro "A fortuna, que é admitida como árbitro de todas as coisas humanas, não me deu tanto julgamento que eu pude entendê-la cedo, nem tanto tempo que pudesse vencê-la". Essa proposta de que os líderes podem superar o árbitro de todas as coisas é um tema comum nas obras políticas mais conhecidas de Maquiavel, como O Príncipe.

Ao tratar Castracani como um fundador, quase, de um novo estado, Maquiavel o usou como exemplo do tipo de príncipe mais importante segundo seus outros escritos. Na verdade, Maquiavel começa com uma passagem que trata os profetas como o tipo mais elevado de príncipe secular.
Castracani foi encontrado como um bebê deixado em um campo, relata Maquiavel.

Maquiavel termina tocando em outro tema encontrado em suas outras obras, que é que a Itália em seu tempo era fraca.